# Leon Firšt
Leon Firšt, slovenski skladatelj in pianist, 30. junij 1994, Celje.
Izhaja iz glasbene družine, njegov oče Nenad Firšt je skladatelj. Leon kot mlajši začel z igranjem klarineta, kaj kmalu pa se je preizkusil še na tolkalih, klavirju in kitari. Že kot osnovnošolec je postavil trdne temelje svoji skladateljski karieri, za katero si je želel, da bi postala njegov poklic. Je eden najvidnejših slovenskih skladateljev mlajše generacije, ustvaril je že več kot 60 raznovrstnih skladb, ki jih redno izvajajo v Sloveniji in na tujem. Je tudi avtor celotne glasbe muzikala Veronika Deseniška. Je študent magistrskega študija na Akademiji za glasbo v Ljubljani. 
Za svoje delo je prejel mnogo nagrad, med njimi Kristalni grb Mestne občine Celje in Prešernovo nagrado UL.